# Xàtiva
Xàtiva (em valenciano e oficialmente) ou Játiva (em castelhano) é um município da Espanha na província de Valência, Comunidade Valenciana. Tem 76,6 km² de área e em 2021 tinha 29 459 habitantes (densidade: 384,6 hab./km²).

## Demografia
| Variação demográfica do município entre 1991 e 2005 | Variação demográfica do município entre 1991 e 2005 | Variação demográfica do município entre 1991 e 2005 | Variação demográfica do município entre 1991 e 2005 |        |
| --------------------------------------------------- | --------------------------------------------------- | --------------------------------------------------- | --------------------------------------------------- | ------ |
| 2005                                                | 2004                                                | 2001                                                | 1996                                                | 1991   |
| 28.222                                              | 27.679                                              | 25.736                                              | 24.760                                              | 24.461 |